# Abdoussalam Gousseïnov
Abdoussalam Abdoulkerimovitch Gousseïnov (ou Housseïnov), en cyrillique Абдусала́м Абдулкери́мович Гусе́йнов, né le 8 mars 1939 à Alkadar, village de la RSSA du Daghestan (RSFSR) en URSS, est un philosophe et universitaire d'abord soviétique, puis de citoyenneté russe et d'ethnie (dite nationalité) lezghienne. Il s'est illustré dans son pays, surtout depuis la fin de l'URSS, comme un spécialiste de l'éthique.
Abdoussalam Gousseïnov est académicien de l'Académie de Russie, docteur en philosophie et professeur de l'université de Moscou (1982). Il tient la chaire d'éthique de l'université de Moscou depuis 1996. De 2006 au 21 décembre 2015, il est directeur de l'Institut de philosophie de l'Académie des sciences de Russie.

## Travaux
Il défend sa thèse en 1964 sur le sujet Les conditions de l'origine de la morale («Условия происхождения нравственности»). En 1977, celle de son doctorat d'État est La nature sociale de la morale («Социальная природа нравственности»). À partir de 1970, il obtient le grade de dozent à la chaire de philosophie et en 1982 il est professeur à la chaire d'éthique. Il enseigne alors la philosophie générale, l'éthique et des cours spécialisés comme « l'éthique occidentalo-européenne », «l'éthique antique», «l'éthique d'Aristote», «la liberté de la volonté et la responsabilité», «l'éthique de Kant», «les grands moralistes», etc. La bibliographie des travaux du professeur Gousseïnov comprend plus de deux cents titres, dont onze monographies et plusieurs manuels de philosophie.
La conclusion principale, élaborée dans sa thèse de candidat au doctorat, c'est l'idée d'une origine par stade de la morale, dans le processus de séparation de l'individu de la communauté primitive, en tant que personne propre. Dans son livre La Règle d'or de la morale («Золотое правило нравственности») (1979; 3е éd. 1988; traduit en bulgare, en allemand, en espagnol et en slovaque), il expose le lien de cette règle d'or qui consiste en des négations successives (donnant chacune une nouvelle qualité) avec la loi du talion; ce livre est la première publication en URSS d'un sujet qui traite de la règle d'or, et il attire en conséquence l'attention envers ce phénomène extrêmement important de la morale concernant l'humanité en général.
Dans son Introduction à l'éthique («Введение в этику» 1985) et dans Brève histoire de l'éthique («Краткая история этики» 1987, traduit en chinois et en serbe), il propose un schème original systématisant l'éthique occidentale, en considérant son étape antique comme l'apprentissage des vertus, puis l'étape médiévale comme l'apprentissage du bien commun et de ses bienfaits particuliers, l'éthique de l'époque moderne est quant à elle la synthèse de l'un et de l'autre.
Son livre Les grands moralistes («Великие моралисты» 1995) résume les recherches effectuées par lui depuis 1988 dans le domaine de l'éthique de la non-violence. Il démontre l'impossibilité de principe de fonder la non-violence avec l'aide d'arguments moraux. Il élabore une théorie éthique, provenant de ce que la spécificité de la morale est son lien avec la modalité (au sens philosophique) du subjonctif (c'est-à-dire ce qui est envisageable et pas simplement factuel ou réel); les motifs ou les raisons de la morale forment un niveau particulier (second ou de motivation supérieure) de la détermination subjective des actes; l'absolu de la morale devient efficacité pratique sous la forme d'interdictions. Dans son travail sur L'Éthique antique («Античная этика», 2003) la mise en place de l'éthique comme science philosophique à part entière est en relation avec l'apparition d'un pathos moral en lien avec la formation et le développement de la philosophie en général.
Gousseïnov est le fondateur et le rédacteur-en-chef de la revue annuelle La Pensée éthique («Этическая мысль» Etitcheskaïa mysl), et de La Bibliothèque de la pensée éthique («Библиотеки этической мысли») qui a publié des œuvres (avec commentaires) de Kant, de Maria Ossowska ou de Schopenhauer De même il a publié et publie encore de nombreux articles de vulgarisation de la philosophie; certains sont reproduits dans Langue et conscience («Язык и совесть» 1996), ou Philosophie, morale, politique («Философия, мораль, политика», 2002). Il est président de la Société philosophique russe, membre du comité de rédaction des revues Questions de philosophie («Вопросы философии») et Sciences philosophiques («Философские науки»), membre de nombreux comités et de commissions d'experts (comme celle du conseil russe de l'Olympiade des écoliers), etc.

## Hommages
Il reçoit de l'UNESCO en 1996 la médaille de Mahatma Gandhi  pour le développement de la tolérance et de la non-violence. Il est lauréat du prix d'État de la fédération de Russie dans le domaine de la science et des techniques en 2003. 